# Damernas lagtävling i värja vid olympiska sommarspelen 2012
Damernas lagtävling i värja i de olympiska fäktningstävlingarna 2012 avgjordes den 4 augusti 2012.

## Medaljörer
| Event                     | Guld                                      | Silver                                                        | Brons                                                         |
| Lagtävling i värja, damer | Kina Sun Yujie Xu Anqi Li Na Luo Xiaojuan | Sydkorea Shin A-lam Choi In-jeong Jung Hyo-jung Choi Eun-sook | USA Courtney Hurley Kelley Hurley Maya Lawrence Susie Scanlan |

## Tävlingsformat
Alla 10 tävlingsklasserna följer samma program.
I de individuella tävlingarna, herrarnas och damernas florett, herrarnas sabel och damernas värja börjar med 32-delsfinaler, men eftersom inga av turneringarna har 64 deltagare är en del av dem seedade till sextondelsfinalerna. Herrarnas värja och damernas sabel börjar direkt med sextondelsfinaler, där max två tävlande får seedas direkt till åttondelsfinalerna. Lottningen avgörs på befintliga FIE-rankingar.
Samtliga lagklasserna kommer att ha åtta lag, förutom klasserna vilka Storbritannien väljer att delta i - som värdland. Lottningen avgörs på befintliga FIE-rankingar.
Individuella fäktare och lag avancerar vidare mot finalerna där vinnarna i semifinalerna gör upp om gulden.
Om det blir oavgjort i antingen individuella eller lagtävlingarna, fäktas idrottarna i ytterligare en minut. De som först får till en träff är vinnaren.

## Tävlingsschema
Alla tider är brittisk tid (UTC+1)
| Datum          | Tid   | Omgång                  |
| -------------- | ----- | ----------------------- |
| 4 augusti 2012 | 09:00 | Kval till och med final |

## Resultat

### Finaler
|  | Kvartsfinaler | Kvartsfinaler | Kvartsfinaler |          |    | Semifinaler | Semifinaler | Semifinaler |            |            | Final      | Final      | Final |
|  |               |               |               |          |    |             |             |             |            |            |            |            |       |
|  | 1             | Rumänien      | 38            |          |    |             |             |             |            |            |            |            |       |
|  | 8             | Sydkorea      | 45            |          |    |             |             |             |            |            |            |            |       |
|  | 8             | Sydkorea      | 45            |          | 8  | Sydkorea    | 45          |             |            |            |            |            |       |
|  |               |               |               |          | 8  | Sydkorea    | 45          |             |            |            |            |            |       |
|  |               |               | 5             | USA      | 36 |             |             |             |            |            |            |            |       |
|  | 5             | USA           | 5             | USA      | 36 | 45          |             |             |            |            |            |            |       |
|  | 5             | USA           |               |          |    | 45          |             |             |            |            |            |            |       |
|  | 4             | Italien       | 35            |          |    |             |             |             |            |            |            |            |       |
|  |               |               |               |          |    |             |             |             |            |            | 8          | Sydkorea   | 25    |
|  |               |               | 3             | Kina     | 39 |             |             |             |            |            |            |            |       |
|  | 3             | Kina          | 45            |          |    |             |             |             |            |            |            |            |       |
|  | 6             | Tyskland      | 42            |          |    |             |             |             |            |            |            |            |       |
|  | 6             | Tyskland      | 42            |          | 3  | Kina        | 20 OT       |             | Bronsmatch | Bronsmatch | Bronsmatch | Bronsmatch |       |
|  |               |               |               |          | 3  | Kina        | 20 OT       |             | Bronsmatch | Bronsmatch | Bronsmatch | Bronsmatch |       |
|  |               |               | 2             | Ryssland | 19 |             |             |             |            |            |            |            |       |
|  | 7             | Ukraina       | 2             | Ryssland | 19 | 34          |             | 5           | USA        | 31 OT      |            |            |       |
|  | 7             | Ukraina       |               |          |    | 34          |             | 5           | USA        | 31 OT      |            |            |       |
|  | 2             | Ryssland      | 45            |          |    |             |             |             |            |            | 2          | Ryssland   | 30    |

### Placeringar 5–8
|  | Plats 5-8 |           |           |  |   |           |           |           |
|  | 1         | Rumänien  | 45        |  |   |           |           |           |
|  | 4         | Italien   | 38        |  |   | Plats 5-6 | Plats 5-6 | Plats 5-6 |
|  |           |           |           |  |   | 1         | Rumänien  | 36        |
|  | Plats 5-8 | Plats 5-8 | Plats 5-8 |  | 6 | Tyskland  | 45        |           |
|  | 6         | Tyskland  | 45        |  |   |           |           |           |
|  | 7         | Ukraina   | 36        |  |   | Plats 7-8 | Plats 7-8 | Plats 7-8 |
|  |           |           |           |  |   | 4         | Italien   | 45        |
|  |           |           |           |  |   | 7         | Ukraina   | 40        |

## Slutliga placeringar
| Placering | Lag      | Fäktare                                                                  |
| --------- | -------- | ------------------------------------------------------------------------ |
| 1         | Kina     | Li Na Luo Xiaojuan Sun Yujie Xu Anqi                                     |
| 2         | Sydkorea | Choi In-jeong Jung Hyo-jung Shin A-lam Choi Eun-sook                     |
| 3         | USA      | Courtney Hurley Maya Lawrence Susie Scanlan Kelley Hurley                |
| 4         | Ryssland | Violetta Kolobova Ljubov Sjutova Anna Sivkova Tatjana Logounova          |
| 5         | Tyskland | Imke Duplitzer Britta Heidemann Monika Sozanska                          |
| 6         | Rumänien | Ana Maria Brânză Simona Gherman Anca Măroiu Loredana Dinu                |
| 7         | Italien  | Bianca Del Carretto Rossella Fiamingo Mara Navarria Nathalie Moellhausen |
| 8         | Ukraina  | Olena Kryvytska Ksenija Panteljejeva Jana Sjemjakina Anfisa Potjkalova   |